# Galatone
Galatone es un municipio italiano situado en la provincia de Lecce, en Puglia. Tiene una población estimada, a fines de agosto de 2023, de 14 848 habitantes.

## Evolución demográfica
| Gráfica de evolución demográfica de Galatone entre 1861 y 2023 |
|                                                                |
| Fuente: ISTAT - Elaboración gráfica de Wikipedia               |